# Governo da cidade de Tallinn

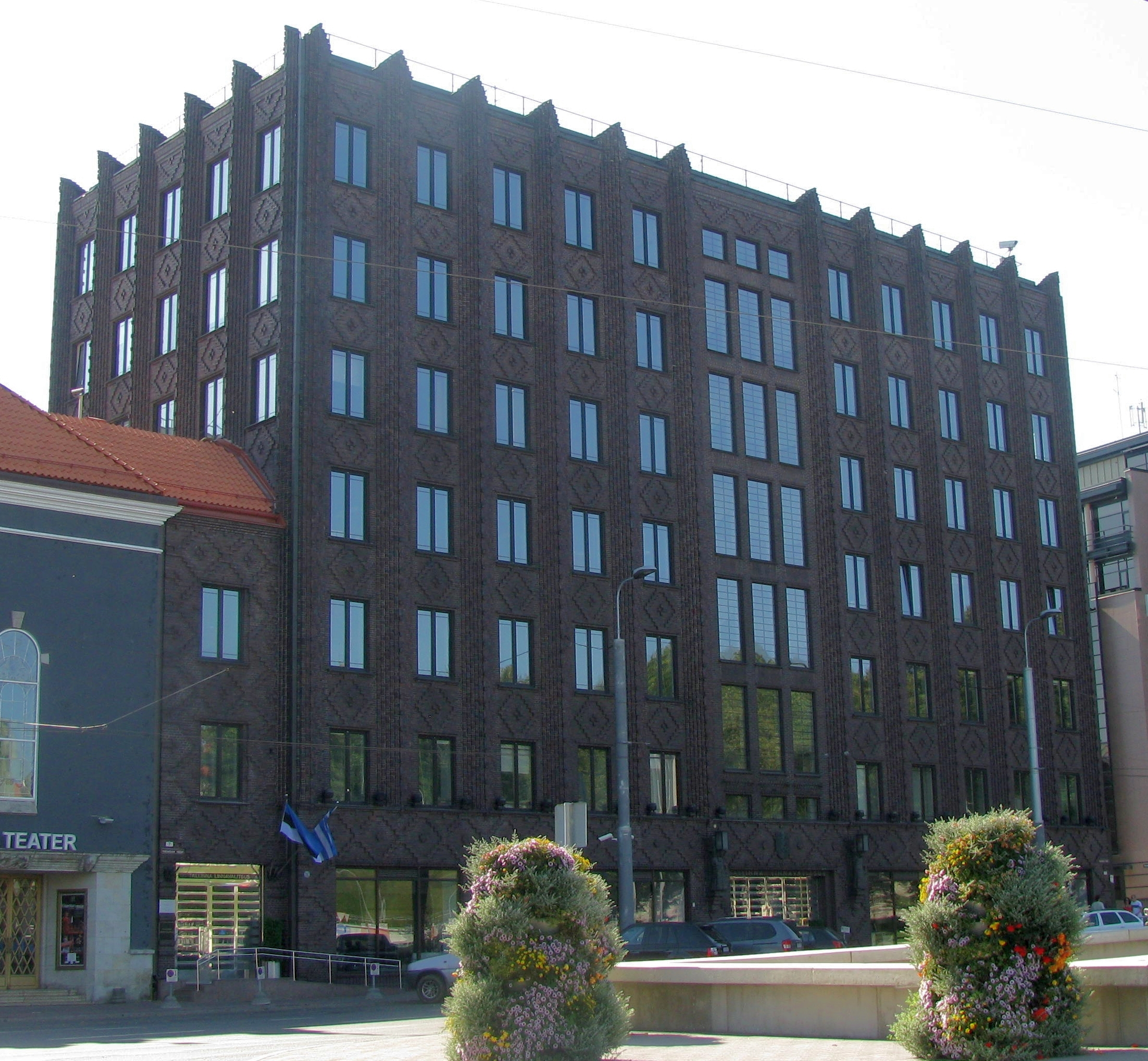
Governo da cidade de Tallinn na Praça Vabaduse em 2011

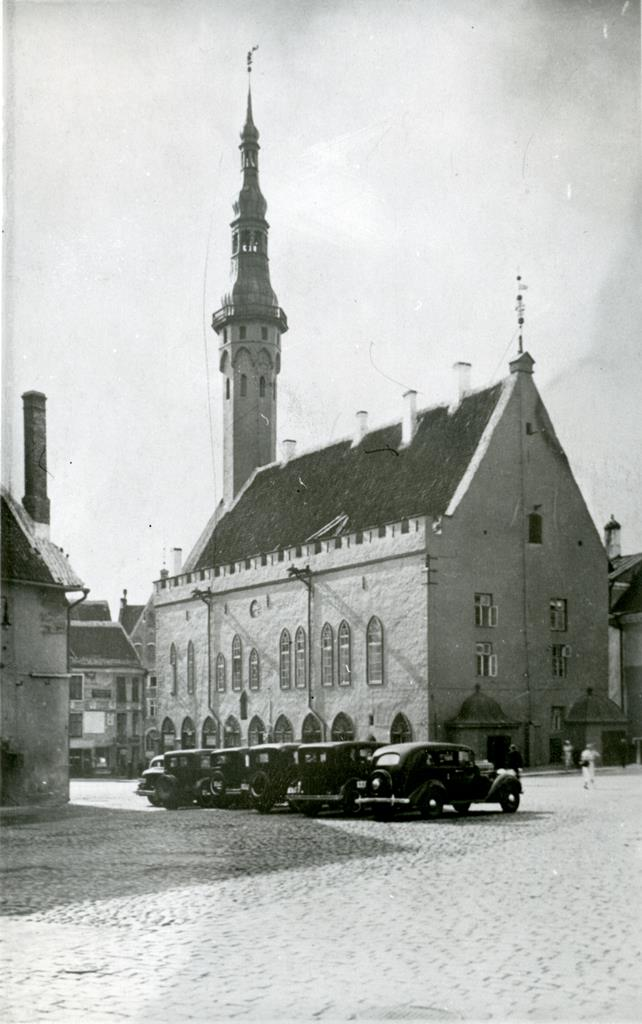
Câmara Municipal de Tallinn na década de 1930

O Governo da cidade de Tallinn (em estoniano:  Tallinna linnavalitsus) é o órgão executivo, que conduz o trabalho de todas as instituições (excepto o Gabinete da Câmara Municipal) e sub-instituições da cidade de Tallinn, na Estónia. O prédio do governo está localizado na Praça Vabaduse.
O órgão é composto por oito membros: prefeito e sete vice-prefeitos. O actual prefeito é Mihhail Kõlvart. O trabalho do órgão ocorre em sessões. As sessões regulares acontecem às quartas-feiras.